# Saint-Léger (Mayenne)
Saint-Léger (auch: Saint-Léger-en-Charnie) ist eine französische Gemeinde mit 323 Einwohnern (Stand: 1. Januar 2022) im Département Mayenne in der Region Pays de la Loire. Sie gehört zum Arrondissement Mayenne und zum Kanton Meslay-du-Maine. Die Einwohner werden Légéréens genannt.

## Geographische Lage
Saint-Léger liegt etwa 23 Kilometer östlich von Laval und etwa 49 Kilometer westnordwestlich von Le Mans an der Vaige. Umgeben wird Saint-Léger von den Nachbargemeinden Livet im Norden, Châtres-la-Forêt im Nordosten, Sainte-Suzanne-et-Chammes im Osten und Süden, Vaiges im Süden und Südwesten sowie La Chapelle-Rainsouin im Westen.

## Bevölkerungsentwicklung
| Jahr                       | 1962 | 1968 | 1975 | 1982 | 1990 | 1999 | 2006 | 2019 |
| Einwohner                  | 320  | 267  | 236  | 223  | 218  | 215  | 239  | 311  |
| Quellen: Cassini und INSEE |      |      |      |      |      |      |      |      |

## Sehenswürdigkeiten
- Kirche Saint-Léger